# Bianca Walkden
Bianca Walkden, född den 29 september 1991 i Liverpool, är en brittisk taekwondoutövare.

## Karriär
Walkden tog OS-brons i tungviktsklassen i samband med de olympiska taekwondotävlingarna 2016 i Rio de Janeiro. I juli 2021 vid OS i Tokyo tog hon återigen brons i tungvikt.